# فرودگاه ایالت باندرا
فرودگاه ایالت باندرا (به انگلیسی: Bandera State Airport) یک فرودگاه همگانی بهره‌برداری هوایی است که یک باند فرود چمن دارد و طول باند آن ۷۱۴ متر است. این فرودگاه در کشور ایالات متحده آمریکا قرار دارد و در ارتفاع ۴۹۹ متری از سطح دریا واقع شده‌است.